# Акулова, Ирина Григорьевна
Ири́на Григо́рьевна Аку́лова (род. 1951, Кинешма, Ивановская область, РСФСР, СССР) — советская и российская актриса театра и кино. Заслуженная артистка РСФСР (1986).

## Биография
Родилась 8 июня 1951 года в городе Кинешме Ивановской области в семье провинциальных артистов Григория и Нины Акуловых. За первые семнадцать лет жизни вместе с родителями сменила семь городов.
Окончив школу в г. Стерлитамаке, уехала в Москву и сразу поступила в Школу-студию МХАТ на курс Павла Массальского.
Дебютировала в 1971 году в спектакле «Валентин и Валентина» театра «Современник». Этот спектакль называли «праздником дебютов». Для драматурга Михаила Рощина, для постановщика Валерия Фокина, для исполнителей главных ролей Константина Райкина и Ирины Акуловой, — для всех это был, по сути, первый настоящий спектакль.
В «Современнике» проработала недолго, и в 1974 году Олег Ефремов принял её в труппу МХАТа без дополнительного прослушивания. За время работы в театре сыграла 49 главных и заглавных ролей. После разделения МХАТа в 1987 году перешла в часть труппы под руководством Татьяны Дорониной, из-за разногласий с которой покинула театр в 1993 году. Тогда же перестала сниматься в кино, некоторое время продолжала работать на озвучивании зарубежных фильмов.
В 1970—1980-х годах много работала на радио, участвовала в радиопостановках (Маргарита в «Даме с камелиями» А. Дюма-сына, Флоранс в «Ловушке для одинокого мужчины» Р. Тома и многих других), исполняла стихи, читала прозу.

### Личная жизнь
Трижды была замужем.
С первым мужем, народным артистом России Вячеславом Жолобовым (род. 1947), Ирина познакомилась на первом курсе школы-студии МХАТ, поженились в 1970 году. В 1972 году у них родился сын Дмитрий, но в 1976 году брак распался.
С артистом МХАТа Петром Смидовичем (1953—2019, внук партийного деятеля П. Смидовича) они прожили около трёх лет.
Брак с последним официальным мужем, актёром Николаем Пузырёвым (род. 1956), также закончился разводом.
В 1993 году на сбережения приобрела половину частного дома в родном городе Кинешме.
В настоящее время — пенсионерка, имеющая регистрацию в Москве; постоянно проживает в Кинешме Ивановской области.

## Роли в театре
«Современник»
- 1971 — «Валентин и Валентина» М. Рощина (реж. В. Фокин) — Валентина

МХАТ СССР им. М. Горького
- 1974 — «Валентин и Валентина» М. Рощина — Валентина
- 1974 — «Пока арба не перевернулась» О. Иоселиани (реж. И. М. Тарханов) — Цаго
- 1974 — «Последние дни (Пушкин)» М. Булгакова (реж. В.Я. Станицын) — Наталья Пушкина
- 1975 — «Эшелон» М. Рощина (реж. А. Эфрос)
- 1977 — «Иванов» А. Чехова (реж. О. Ефремов) — Саша
- 1977 — «Муж и жена» М. Рощина (реж. Р. Виктюк) — Алёна
- 1980 — «Чайка» А. Чехова (реж. О. Ефремов) — Нина Заречная
- 1981 — «Путь» А. Ремеза (реж. В. Саркисов) — Мария Александровна
- 1982 — «Вагончик» Н. Павлова (реж. К. Гинкас) — Лиля
- 1985 — «Юристы» Р. Хоххута — Кристина (Тина)
- 1986 — «Тамада» А. Галина (реж. К. Гинкас) — Лиза
- 1987 — «Последние» М. Горького (постановка В. Салюка и И. Васильева, руководитель постановки — О. Ефремов) — Надежда

'МХАТ им. М. Горького
- 1987 — «Валентин и Валентина» М. Рощина — Женя
- 1987 — «На дне» М. Горького (постановка К. С. Станиславского и Вл. И. Немировича-Данченко, возобновление Т. Дорониной) — Наташа
- 1987 — «Три сестры» А. П. Чехова (постановка Вл. И. Немировича-Данченко, возобновление Т. Дорониной и Л. Губанова) — Наталья Ивановна
- 1988 — «Путь в Мекку» А. Фугарта (постановка А. Азаревича) — Эльза
- 1988 — «Прощание с Матёрой» В. Г. Распутина (постановка А. Борисова) — Вера

## Фильмография
| Год  |    | Название                                                   | Роль                                        |
| ---- | -- | ---------------------------------------------------------- | ------------------------------------------- |
| 1970 | тф | Барышня-крестьянка                                         | Имя персонажа не указано                    |
| 1971 | ф  | Офицер запаса                                              | Виорика                                     |
| 1973 | ф  | Дверь без замка                                            | доярка Настя                                |
| 1974 | ф  | Блокада: Фильм 1: Лужский рубеж, Пулковский меридиан       | Вера Королёва                               |
| 1976 | тф | В одном микрорайоне                                        | Ирина Агашина                               |
| 1976 | тф | Если я полюблю…                                            | Шура                                        |
| 1976 | ф  | Розыгрыш                                                   | учительница                                 |
| 1977 | ф  | Блокада: Фильм 2: Ленинградский метроном. Операция «Искра» | Вера Королёва                               |
| 1977 | ф  | Ты иногда вспоминай                                        | Мила                                        |
| 1977 | ф  | Отпуск, который не состоялся                               | Наташа, жена Валерия                        |
| 1978 | ф  | Белая мазурка                                              | Имя персонажа не указано                    |
| 1978 | тф | Три ненастных дня                                          | Валентина Васильевна Прошина                |
| 1979 | ф  | Экипаж                                                     | Алевтина, жена Ненарокова                   |
| 1981 | тф | Этот фантастический мир. Выпуск пятый                      | Катрин                                      |
| 1981 | ф  | Белый ворон                                                | Рита                                        |
| 1982 | ф  | Родился я в Сибири                                         | Имя персонажа не указано                    |
| 1982 | тф | Формула памяти                                             | Елена Вартанян                              |
| 1983 | тф | Мера пресечения                                            | Татьяна Чистухина                           |
| 1986 | тф | Путь                                                       | Мария Александровна                         |
| 1987 | ф  | Среда обитания                                             | Наталья Борисовна                           |
| 1991 | ф  | Тёмные аллеи                                               | мать Руси                                   |
| 1992 | ф  | Генерал                                                    | Нина Александровна Горбатова, жена генерала |
| 1992 | ф  | Я обещала, я уйду                                          | Алевтина                                    |
| 1993 | ф  | Отряд «Д»                                                  | Светлана                                    |

## Работы на радио
Ирочка Акулова — артистка МХАТа, сделавшая со мной много отличных работ. В частности, она сыграла Наташу Ростову в юбилейной композиции «Войны и мира». Я уже не говорю о спектакле «Дама с камелиями» по роману А. Дюма-сына, где она играла вместе с Юрием Яковлевым и Андреем Ташковым. Выбор на роль Маргариты Готье пал на неё тогда не случайно — по своим актёрским данным она очень подходила.
Радиопостановки
- 1972 — «Исправленному верить» П. Попогребского (реж. Пётр Кулешов) — Галя 1 2 3
- 1972 — «Ожерелье для моей Серминаз» Абу-Бакара (реж. Татьяна Заборовская) — Зухра 1
- 1972 — «Домик на окраине» Ф. Мухаммадиева (реж. Дмитрий Вурос) — Заррина 1
- 1972 — «Третий бегун» Д. Шоша (реж. Фридьеш Мартон) — Розика
- 1974 — «Из племени Кедра» А. Шелудякова (реж. Эмиль Верник) — Студентка Маша Уварова 1 2 3 4
- 1975 — «Толгонай» Ч. Айтматова (реж. Леонтина Макеева) — Толгонай (в юности) 1
- 1975 — «Сад Марии» Ф. Алиевой — Мария 1
- 1977 — «Те, кто внизу» М. Асуэла (реж. Марина Турчинович) — Камила 1
- 1977 — «Сверчок на печи» по повестям Ч. Диккенса (реж. Вера Дубовская) — Подруга Крошки 1
- 1978 — «Тапёр» А. Куприна (реж. Марина Турчинович) 1
- 1981 — «Сказание о Тариэле» по поэме Ш. Руставели (реж. Алексей Соловьев) — Тинатин 1 2
- 1981 — «Полтава» А. Пушкина (реж. Вера Дубовская) — Мария Кочубей 1
- 1982 — «Мы жили по соседству» Н. Лырчикова (реж. Владимир Романычев) — Валя 1
- 1982 — «Жена» В. Катаева — подруга Нины 1 2
- 1983 — «Служили два друга» Н. Романова — Любаша 1
- 1983 — «Белая церковь» И. Друцэ (реж. Алексей Соловьёв) 1
- 1983 — «Пропавшие среди живых» С. Высоцкого (реж. Юрий Маркелов) — Люба Гальцова, официантка 1
- 1984 — «Юность командиров» Ю. Бондарева (реж. Юрий Маркелов) — Валя 1 2 3 4
- 1984 — «Пульс Земли» М. Бабаева (реж. Алексей Соловьёв) — Жена Джабарова 1
- 1984 — «Разговор с потомками» Г. Гулиа (реж. Марина Турчинович) — Эльпи 1
- 1985 — «Их имена забыться не должны» Л. Зельмановой (реж. Владимир Малков) — Александра Муравьёва 1
- 1985 — «Дыхание костра» В. Тельпугова (реж. Владимир Малков) — Ольга, жена Эрка 1
- 1985 — «Остановка: Берлин» А. Уиннингтона[англ.] (реж. Вера Дубовская) — Мэри Вайнер 1 2
- 1985 — «Города и годы» К. Федина (реж. Эмиль Верник) — Мари 1 2
- 1986 — «Я становлюсь смертью» М. Горбунова 1
- 1987 — «Предисловие» О. Перекалина (реж. Анатолий Юнников) — Людмила 1 2 3 4
- 1988 — «И весна, и осень» Н. Коняева (реж. Владимир Хлёстов) — Валентина 1
- 1988 — «Здесь, а не там, там, а не здесь» Р. Штраль (реж. Анатолий Юнников) — Анна 1
- 1988 — «Сельские разговоры начистоту» О. Приходько (реж. Мария Попова) — Ника 1
- 1988 — «Теория профессора Манцева» по мотивам романа А. Толстого (реж. Вера Токарева) — Зоя 1
- 1988 — «Ловушка» Р. Тома (реж. Анатолий Юнников) — Флоранс 1
- 1989 — «Суета, или Формула номер один» Л. Лиходеева (реж. Анатолий Юнников) — Зинаида
- 1989 — «Любил, страдал, жил…» Э. Котлярского (реж. Эмиль Верник) — Беттина 1 2 3
- 1989 — «Мартовские колокола, или Хроника бессмертия» Б. Тулина (реж. Мария Попова) — Леонова 1
- 1989 — «Дама с камелиями» А. Дюма (сына) (реж. Эмиль Верник) — Маргарита Готье 1 2
- 1989 — «Женщина и НТР» С. Залыгина (реж. Анатолий Юнников) — Надежда 1
- 1989 — «Одна ночь» Б. Горбатова (реж. Борис Дубинин) — Соня 1
- 1990 — «Генералы в юбках» Ж. Ануй (реж. Анатолий Юнников) — Ада 1
- 1990 — «Варенька Олесова» М. Горького (реж. Юрий Маркелов) — Елизавета Сергеевна 1 2
- 1990 — «Кёр-оглы» Азербайджанский народный эпос (реж. Виктор Кузнецов)
- 1991 — «За закрытыми дверями» Ж.-П. Сартра (реж. Анатолий Юнников) — Инэс 1
- 1991 — «Будденброки. История гибели одного семейства» Т. Манна (реж. Эмиль Верник) — Тони. 1 2 3 4 5
- 1992 — «Zoo, или Письма не о любви» В. Шкловского 1 2

Радиопередачи
- 1974 — Клуб знаменитых капитанов. Встреча 95-я. Почтовый рейс. «1002-я ночь Шахразады» (реж. Татьяна Сапожникова) — Шахразада
- 1984 — Земля, поклонись человеку. К 50-летию со дня рождения Юрия Гагарина
- 1985 — В семье единой. Стихотворения советских поэтов.

Чтение поэзии
- 1987 — Стихи Беллы Ахмадулиной: «Ночь упаданья яблок», «Глубокий нежный сад, впадающий в Оку…», «Ни слова о любви! Но я о ней ни слова…», «Смеркается в пятом часу, а к пяти…», «Непослушание вещей», «Забытый мяч»
- 1992 — Стихи Мирварид Дильбази: «Курд Овшары», «Позови меня». «Последний снег», «Ты радость взял…», «Там, где…», «Наша дружба», «Южанка», «Стать росинкой, светящейся ало…», «Я — словно мака лепесток…», «Ласточкины края», «Осень», «Мугань», «Баяты о любви и верности».

Чтение прозы
- 1978 — «Война и мир» страницы романа Л. Толстого (реж. Эмиль Верник) 1 2 3 4 5
- 1981 — «Счастье» рассказ И. Бунина
- 1984 — «Рославлёв» повесть А. Пушкина 1
- 1985 — «Малышка» рассказ К. Симонова 1
- 1986 — «Москва-Крутоборск» страницы романа И. Ирошниковой 1
- 1990 — «Жемчуг» рассказ Б. Зайцева 1
- 1991 — «Телефон» рассказ Ивонн дю Френ[англ.] 1.

## Дубляж и закадровое озвучивание
| Название и год выхода фильма | Роль           | Актриса         | Студия дубляжа | Год  |
| ---------------------------- | -------------- | --------------- | -------------- | ---- |
| Список Шиндлера (1993)       | Эмилия Шиндлер | Кэролайн Гудолл | Мосфильм       | 1994 |

## Озвучивание мультфильмов
- 1985 — Остров капитанов — Кошка
- 1987 — Волшебные колокольчики — девочка с золотыми волосами
- 1994 — Земляника под снегом — Мачеха

## Участие в передачах
- 1994 — «Проще Простого». Телеигра. Ведущий: Николай Фоменко. Телеканал «РТР»
- 2008 — «Неизвестная версия: Экипаж». Документальная передача. Телеканал «СТБ»
- 2010 — «Экипаж. Огненный рейс. Как это было». Документальная передача. «Единая Медиа Группа» по заказу телеканала «Россия»
- 2011 — «Пусть говорят». Ток-шоу. Ведущий: Андрей Малахов. «Первый канал»[8]
- 2011 — «Женский род». Документальный цикл (12 серия). Авторы: Сергей Майоров, Никита Лойк, Ирина Шихман. «ИвД ПРОДАКШН» по заказу «Новый канал»[9]
- 2015 — «Прямой эфир». Ток-шоу. Ведущий: Борис Корчевников. «Россия-1» (эфир 24 декабря 2015 года)
- 2015 — «Раскрывая тайны звёзд». Документальная передача. «М-Продакшн» по заказу телеканала «Москва Доверие»
- 2016 — участие в передаче Юлии Меньшовой «Наедине со всеми», «Первый канал» (эфир 11 мая 2016 года)
- 2017 — «Звёзды сошлись». Ток-шоу. Ведущие: Оскар Кучера и Лера Кудрявцева. НТВ (эфир 12 ноября 2017 года)
- 2020 — «Привет, Андрей!». Ток-шоу. Ведущий: Андрей Малахов. «Россия-1» (эфир 18 июля 2020 года)